# والابی صخره مونت کلارو
والابی صخره مونت کلارو یا والابی صخره شارمان (نام علمی: Petrogale sharmani) گونه‌ای کیسه‌دار عضو سرده صخره‌راسوها از تیره درازپایان است که در شمال شرقی کوئینزلند در استرالیا زندگی می‌کند. والابی صخره مونت کلارو خویشاوندی نزدیکی با والابی صخره گادمن و والابی صخره هربرت دارد.